# 온두라스의 행정 구역
다음은 온두라스의 행정 구역에 관한 서술이다. 온두라스는 18개의 주와 18개의 주에서 298개의 지방 자치체로 나뉜다.